# Gillett (Wisconsin)
Pour les articles homonymes, voir Gillett.
Gillett est une ville américaine située dans le comté de d'Oconto, au Wisconsin. Selon le recensement de 2010, sa population est de 1 386 habitants.